# Sciaphilomastax triloba
Sciaphilomastax triloba är en insektsart som beskrevs av Marius Descamps 1979. Sciaphilomastax triloba ingår i släktet Sciaphilomastax och familjen Eumastacidae. Inga underarter finns listade i Catalogue of Life.